# Liga de Mujeres del Congreso Nacional Africano
La Liga de Mujeres del Congreso Nacional Africano (en inglés: African National Congress Women's League ANCWL) es un grupo político de Sudáfrica. Está presidido por Bathabile Dlamini.

## Historia

### Liga de Mujeres Bantú
La Liga de Mujeres Bantú (The Bantu Women's League) fue fundada en 1918 por Charlotte Maxeke. Un tema central que llevó a su formación por el requisito de que las mujeres negras porten pases. Los pases eran documentos que se consideraban un medio para que las autoridades locales y los propietarios controlaran su movimiento. El pase fue visto como un símbolo de opresión y la Liga de Mujeres Bantú se creó para protestar por los pases. Los hombres negros ya estaban obligados a portar pases. Los blancos no tenían que llevarlos. 
En 1912, la Liga obtuvo 5000 firmas de mujeres negras y de color. La petición fue enviada al primer ministro Louis Bothaasking, solicitando la derogación de las leyes de pases pero no recibieron respuesta. Como protesta por el silencio, lideradas por Maxeke, se organizó una quema de pases frente a las oficinas municipales mientras cantaban, protestaban e incluso peleaban con la policía. Muchas miembros fueron arrestadas en Jagersfontein, Winburg y Bloemfontein.
La Liga de Mujeres Bantú se convirtió en una rama del Congreso Nacional Africano (CNA). El CNA no aceptó mujeres hasta 1943.

### Reestructuración
En 1948, la Liga de Mujeres del CNA reemplazó a la Liga de Mujeres Bantú en la provincia del Cabo Oriental . La primera presidenta oficial de la liga fue Ida Mntwanaa. Después de la aceptación, los miembros se comprometieron a la resistencia pasiva.
En 1952 sus miembros tomaron un papel activo en la Campaña de Desafío . El CNA reconoció y fue testigo del trabajo y la dedicación de la liga y le pidió que ayudara a organizar el Congreso del pueblo de 1955, donde se adoptó la Carta de la Libertad. Las mujeres vieron la influencia que esto les daba y aprovecharon la oportunidad para exigir que sus demandas se incorporaran a la carta. El 9 de agosto de 1956, miembros de la liga que representaban a la Federación de Mujeres Sudafricanas se enfrentaron al primer ministro JG Strydom con una petición contra las leyes de pases.
En 1960 la organización fue prohibida junto con al CNA, obligando a sus líderes a la clandestinidad; volvió a ser prohibida en 1990 junto con el CNA. Si bien la organización estaba prohibida, sus miembros convocaron reuniones clandestinas. Algunas de sus componentes crearon organizaciones como la Federación de Mujeres de Transvaal (FEDTRAW), la Organización de Mujeres de Natal (NOW) y el Congreso de Mujeres Unidas (UWCO) en el Cabo Occidental.

## Crítica
La artista sudafricana Ayanda Mabulu una vez creó una pintura llamada El poder de la pornografía, que retrata al entonces presidente Jacob Zuma recibiendo sexo oral de una mujer afroamericana en una carpa de circo.
"Últimamente, la organización ha fallado una y otra vez en controlar la misoginia dentro del CNA y, en el mejor de los casos, ha hecho intentos superficiales para controlar la misoginia fuera de él".

## Notables
En 1956, Lilian Ngoyi se convirtió en la primera mujer elegida miembro del Comité Ejecutivo Nacional del Congreso Nacional Africano. 
Entre las activistas y políticas que se aliaron con el CNA durante las décadas del apartheid se encuentran:
- Lillian Ngoyi
- Helen Joseph
- Dorothy Nyembe
- Sophie du Bruyn
- Ray Alexander y Rayn Alexander
- Frances Baard
- Rahima Moosa
- Winnie Madikizela-Mandela
- Ida Mntwana
- Ruth Mompati